# Baardnachtzwaluw
De baardnachtzwaluw (Eurostopodus mystacalis) is een vogel uit de familie Caprimulgidae (nachtzwaluwen).

## Verspreiding en leefgebied
Deze soort is endemisch in oostelijk Australië en overwintert in Nieuw-Guinea.